# 洪雅县 (古代)
洪雅县，南北朝至隋朝古县名。
北周武帝改齐乐县置，治所在今四川省丹稜县。属眉州齐通郡。齐通郡下辖齐通县、洪雅县。隋文帝开皇三年（583年）隋朝废齐通郡，齐通县、洪雅县直属眉州。开皇十三年（593年）洪雅县改为丹稜县。